# كارين شارلبويس
كارين شارلبويس هي رسامة رسوم متحركة كندية، ولدت في 18 أغسطس 1974.

## وصلات خارجية
- الموقع الرسمي
- كارين شارلبويس على موقع IMDb (الإنجليزية)